# Інджон (ван Корьо)
Інджон (кор. 인종, 仁宗, Injong, Injong); ім'я при народженні Ван Хе (кор. 왕해, 王楷, Wang Hae, Wang Hae; 29 жовтня 1109 — 10 квітня 1146) — корейський правитель, сімнадцятий володар Корьо.

## Правління
Був старшим сином і спадкоємцем вана Єджона. Зійшов на трон у 13-річному віці після смерті батька.
За його правління стались дві внутрішні кризи, що ледь не призвели до падіння родини Ван і припинення існування держави Корьо. Зокрема 1126 року Лі Джагьом, онук Лі Джайона — аристократа, який видав трьох своїх дочок заміж за вана Мунджона, двічі намагався вбити Інджона та за сприяння чжурчженьської династії Цзінь захопити владу. Однак Лі ніхто не підтримав. Зрештою його схопили та заслали з країни.
Пізніше в країні почало зростати невдоволення свавіллям чиновників, особливо родичів правителя. Багато нових чиновників, які отримали посади через систему державних іспитів та які служили в західній столиці, місті Согьоне (сучасний Пхеньян), об'єднались навколо буддійського ченця Мьочхона, який запропонував вану Інджону проголосити державу Корьо імперією та перенести столицю до Согьона. Проте столична аристократія з Кегьона почала опиратись перенесенню столиці до Согьона й виступала за війну проти Цзінь. Мьочхон 1135 року підбурив повстання, втім урядові війська на чолі з Кім Бусіком придушили його.
На міжнародній арені головними подіями часів правління Інджона стали падіння Північної Сун та заснування нової чжурчженьської держави Цзінь, яка зайняла панівні позиції в регіоні.
Помер 1146 року, після чого на престол зійшов його старший син Ийджон.